# Yiyang

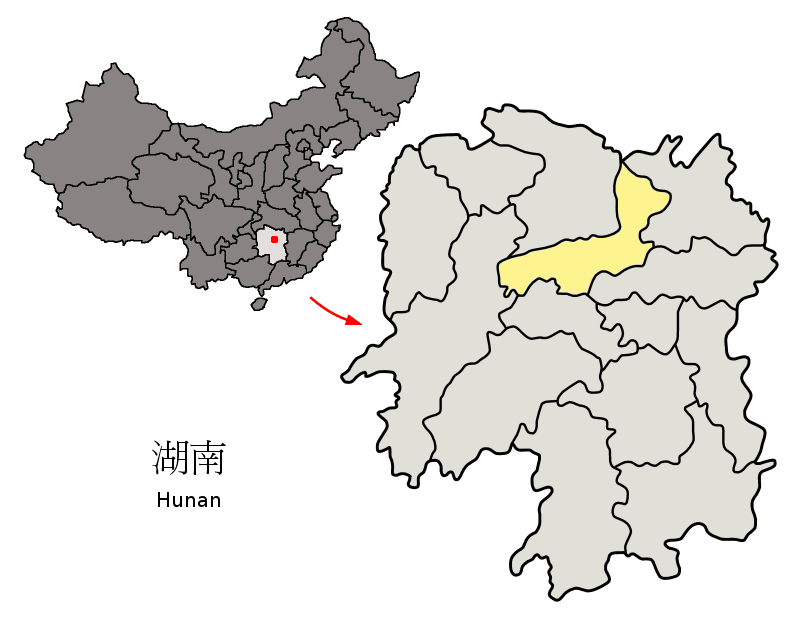
Lage von Yiyang in Hunan

Yiyang (chinesisch 益阳市, Pinyin Yìyáng Shì) ist eine bezirksfreie Stadt am Fluss Zi Shui in der chinesischen Provinz Hunan. Das Verwaltungsgebiet der Stadt hat eine Gesamtfläche von 12.325 km² und 3.851.564 Einwohner (Stand: Zensus 2020). In dem eigentlichen städtischen Siedlungsgebiet von Yiyang leben 836.700 Menschen (Stand: Ende 2018).

## Administrative Gliederung
Die bezirksfreie Stadt Yiyang setzt sich auf Kreisebene aus zwei Stadtbezirken, einer kreisfreien Stadt und drei Kreisen zusammen. Diese sind (Stand: Ende 2018):
- Stadtbezirk Heshan – 赫山区 Hèshān Qū, 1.280 km², 898.500 Einwohner;
- Stadtbezirk Ziyang – 资阳区 Zīyáng Qū, 572 km², 421.600 Einwohner;
- Stadt Yuanjiang – 沅江市 Yuánjiāng Shì, 2.020 km², 697.700 Einwohner;
- Kreis Nan – 南县 Nán Xiàn, 1.437 km², 742.000 Einwohner;
- Kreis Taojiang – 桃江县 Táojiāng Xiàn, 2.068 km², 794.300 Einwohner;
- Kreis Anhua – 安化县 Ānhuà Xiàn, 4.948 km², 859.700 Einwohner.

## Städtepartnerschaften
- Namhae-gun, Südkorea, seit 2006
- Petach Tikwa, Israel, seit 2011

## Söhne und Töchter der Stadt
- Pei Shen Chen (1917–2011), Zoologe